# Icerya travancorensis
Icerya travancorensis är en insektsart som beskrevs av Rao 1951. Icerya travancorensis ingår i släktet Icerya och familjen pärlsköldlöss. Inga underarter finns listade i Catalogue of Life.